# チャージコントローラー
チャージコントローラー（英: Solar Charge-Controller）は、主に独立蓄電型太陽光発電システムで用いられるソーラー充放電コントローラーである。

## 機能
太陽電池から得た電力を鉛蓄電池などに充電するとき、過充電を防ぐ目的で取り付けられている。最近の一般的なチャージコントローラーはマイコン制御により、フロート・バルク・吸収・均等など多くの充電モードを備えている。
鉛蓄電池も開放型・シールド型・AGM型など、タイプの違いから充電終止電圧が異なるため、大抵の機種でコントローラー側で適切に電圧設定することにより最大限充電できるよう工夫が施されている。
市販品は直流12V系の自動車用バッテリーに合わせた機種が多く出回っているが、大電力を使用する場合はバス・トラック用の24V系や、電信電話などに使われる48V系のものも使われている。
コントローラーは保護装置としての役割も負っている。多くの機種は過充電・過放電制御のみならず、逆接続・短絡・逆流などを防止する機能も付加されている。目的用途に応じ、最大電力点追従制御、外灯の通電制御、異なる2個のバッテリーへの個別充電制御などの機能が付加される。
機能が多様化しているため、高機能機種の多くがパソコンへの接続が可能になっている。その他、液晶モニターを内蔵している場合は電圧・電流・電力などの表示が可能で、一部機種は通信機能を介しデータをパソコンに取り込むことができる。

## 接続方法
まず先に、鉛蓄電池などバッテリーから先に接続する。その次にソーラーパネルへ接続する。いずれも直流機器であるため＋（プラス）側から順番に接続することになる。外す場合は逆に－（マイナス）側から外すことになる。
バッテリーとチャージコントローラーの間には、不慮の事故に備えてヒューズを接続する必要がある。大半のコントローラーには内部保護用ヒューズが内蔵されているが、それより小さい容量を使用するのが望ましい。

## 主なメーカー
- 電菱 (日本)
- 未来舎 (日本)
- モーニングスター (アメリカ)
- BLUESKY (アメリカ)
- EPsolar (中国)